# Ophiochaeta hirsuta
Ophiochaeta hirsuta is een slangster uit de familie Ophiodermatidae. De wetenschappelijke naam van de soort werd in 1869 gepubliceerd door Christian Frederik Lütken.